# Parque Central de La Habana

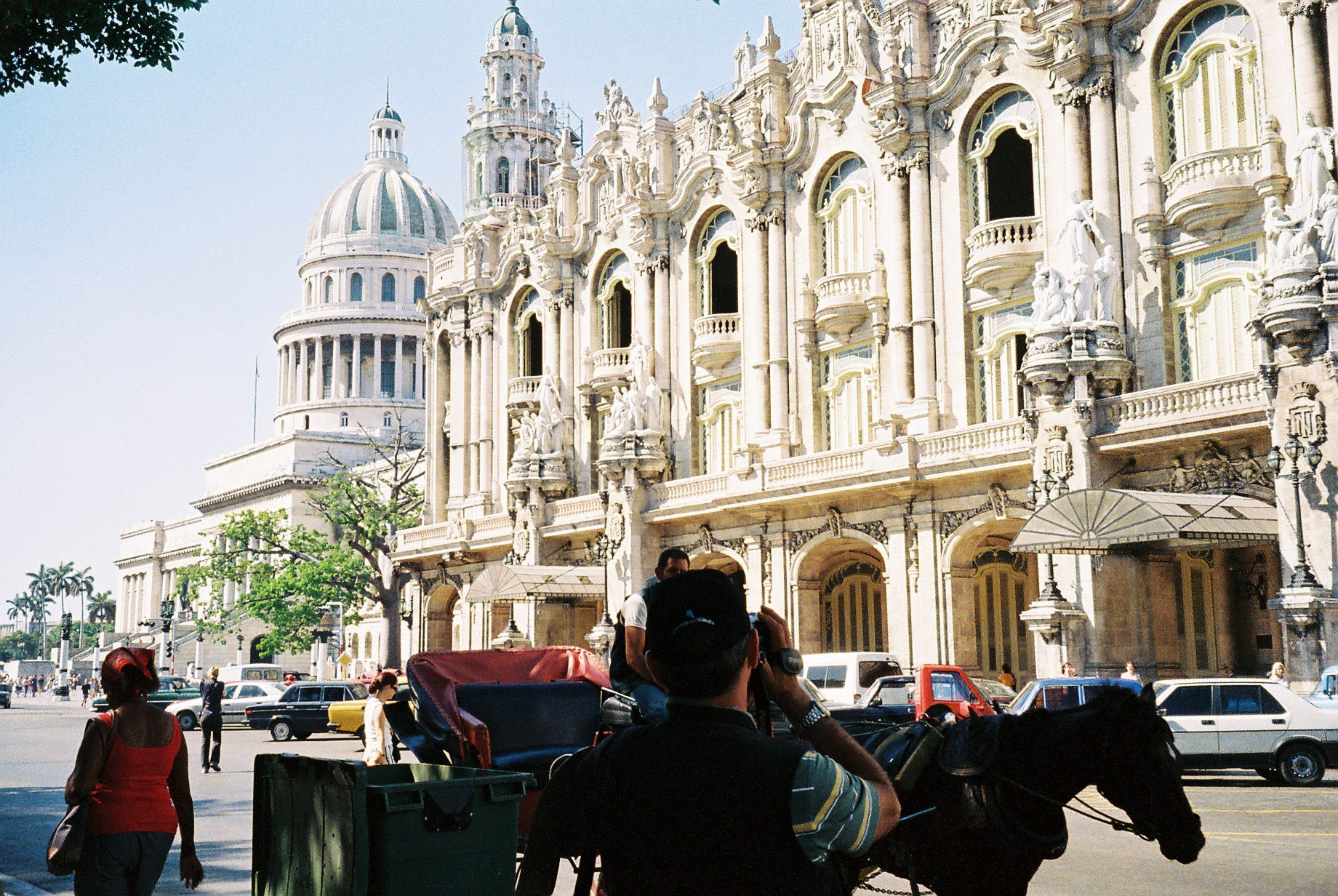
Gran Teatro de La Habana Alicia Alonso

El Parque Central es uno de los sitios más conocidos y céntricos de la ciudad de La Habana. Su construcción fue terminada en el año 1877 luego de que fueron derribadas las murallas que rodeaban la ciudad. Se encuentra ubicado entre las calles Prado, Neptuno, Zulueta y San José, y el bulevar de San Rafael termina frente a este.
Entre los edificios que rodean al parque se encuentran el Gran Teatro de La Habana Alicia Alonso, el Hotel Inglaterra, el Hotel Telégrafo, el Hotel Parque Central, la Manzana de Gómez, el Hotel Plaza y  el Museo Nacional de Bellas Artes edificio de Arte Universal. Se encuentra en las cercanías del Capitolio de La Habana y del Parque de la Fraternidad, pertenecientes al municipio Centro Habana, y de la Calle Obispo, el Hotel Sevilla, el Paseo del Prado y del famoso Bar El Floridita pertenecientes al municipio Habana Vieja, encontrándose el propio parque en los límites de ambos municipios.  

## Historia y construcción

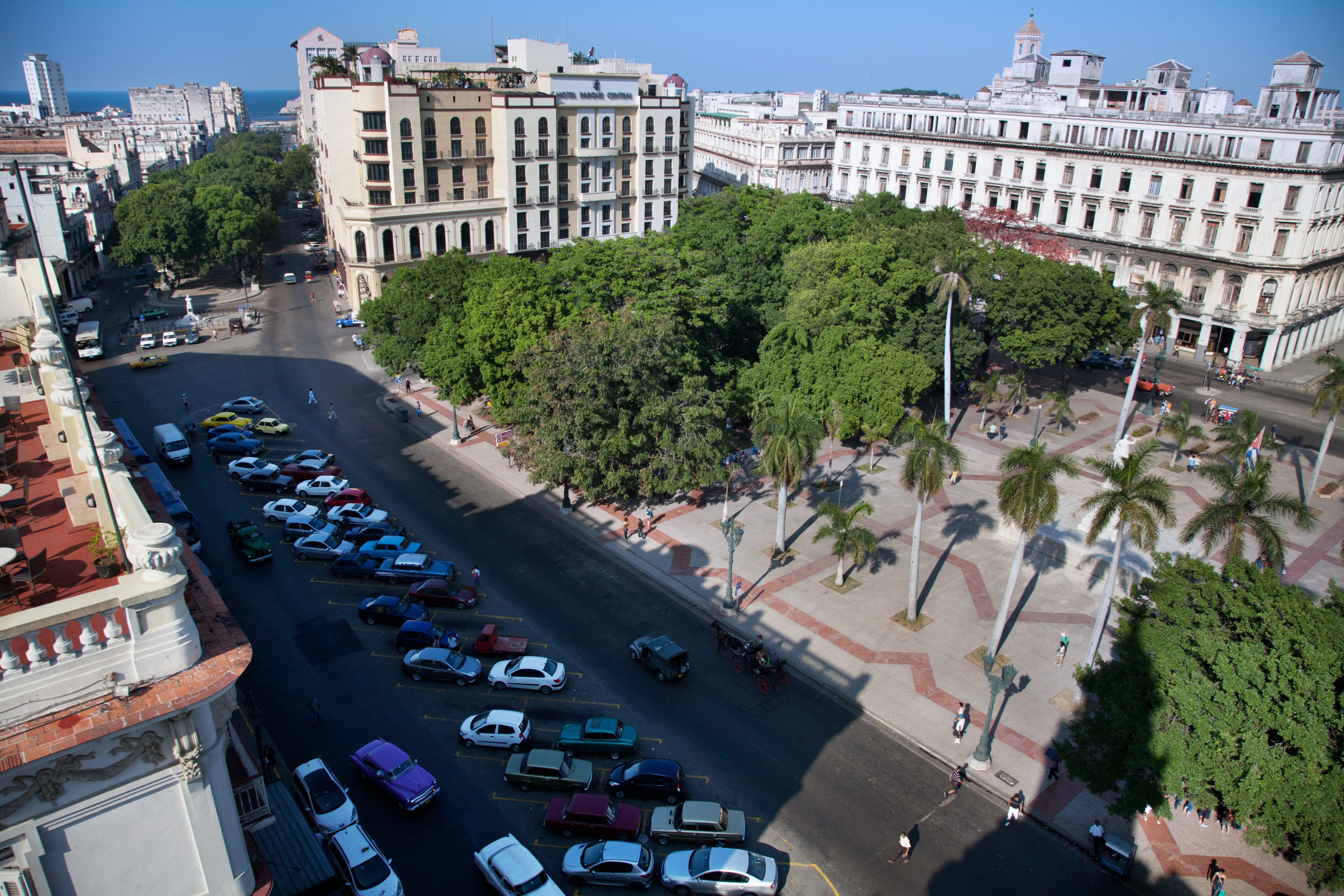
Parque Central visto desde el Gran Teatro de La Habana

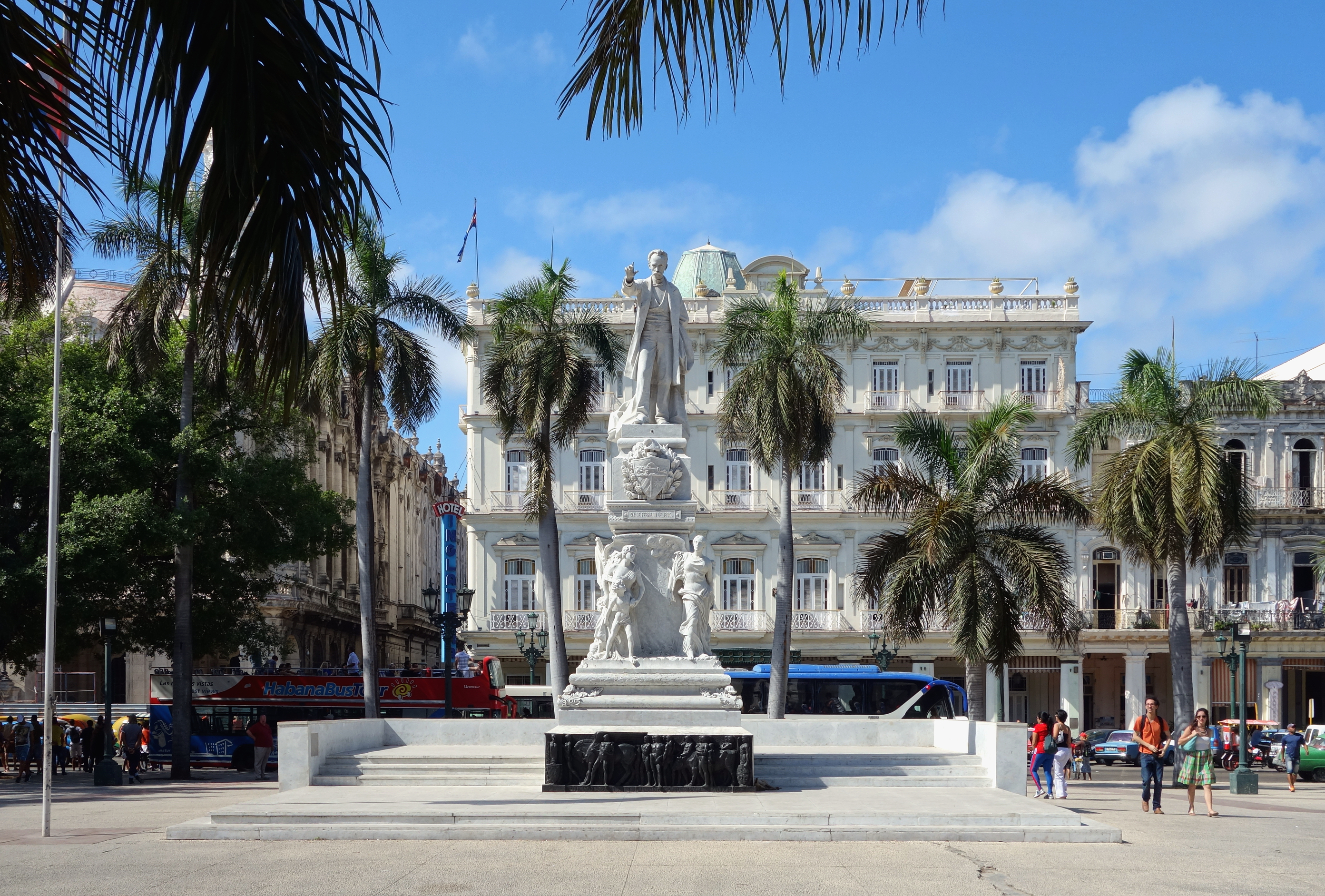
Estatua de José Martí

Dos años antes de la inauguración del parque, se encontraba en ese sitio una estatua de la Reina de España Isabel II, que fue desmontada en el año 1899 durante la intervención norteamericana en Cuba. Ese mismo año se realizó una encuesta popular en el seminario "El Fígaro" para decidir qué figura histórica o alegórica se erigiría en el sitio, ganando la de José Martí. Fue esta la primera escultura realizada del apóstol de la independencia de la isla en un sitio público. Su escultor fue José Villalta de Saavedra. 

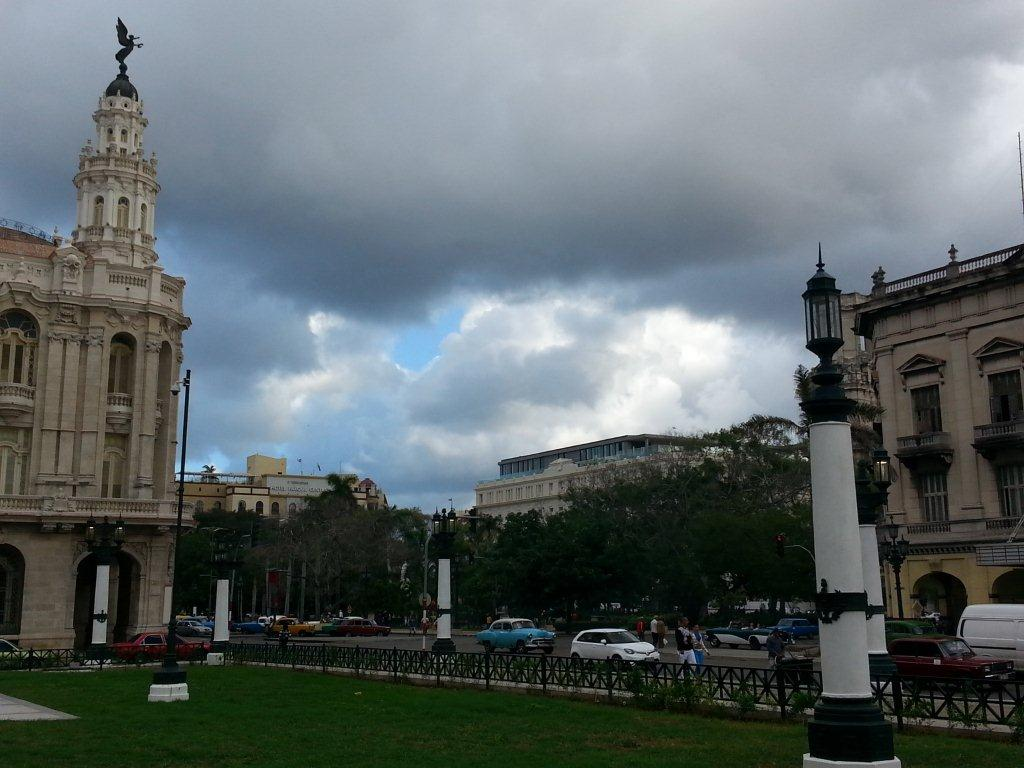
Parque Central de La Habana visto desde los jardines del Capitolio, enero de 2017.

Los jardines alrededor de la estatua poseen una serie de caminos que se entrecruzan y bifurcan. Se destacan 28 palmas reales que significan la fecha de natalicio de Martí, así como 8 canteros en forma de ataúd que representan a los estudiantes de medicina fusilados por el Gobierno Español de la Isla durante la Guerra de los Diez Años el 27 de noviembre de 1871. 
En 1946 un grupo de marines norteamericanos embriagados escalaron la estatua de José Martí, llegando uno de ellos a orinar montado sobre los hombros del monumento. La reacción del pueblo de Cuba fue inmediata, en especial de un grupo de estudiantes del Instituto de Segunda Enseñanza que se encontraba cerca del parque, quienes lanzaron piedras contra los irrespetuosos. Los marines fueron llevados a la Primera Estación de Policía hasta que el capitán Thomas Francis Cullens,  agregado naval de los Estados Unidos en Cuba llegó para sacarlos.
Luego del triunfo de la Revolución Cubana en el parque se han realizado disímiles actos políticos de apoyo al gobierno de Fidel Castro. Durante un tiempo, cada 27 de enero en la noche, se realizaba la Marcha de las Antorchas, desde la Universidad de La Habana hasta el Parque Central para conmemorar la víspera del natalicio de José Martí.
En la actualidad la mencionada peregrinación solo se realiza hasta la Fragua Martiana como ocurrió en su primera ocasión. También el parque es famoso por las reuniones espontáneas de fanáticos al béisbol, que cada día discuten en las cercanías de la estatua del apóstol, en lo que popularmente se conoce en Cuba como la "Esquina Caliente".